# Oonagh (musikalbum)
Oonagh är ett studioalbum av Oonagh. Albumet släpptes den 1 januari 2014. 

## Låtlista
| #  | Titel                                               | Låtskrivare                                                                                    | Producent                      | Längd |
| -- | --------------------------------------------------- | ---------------------------------------------------------------------------------------------- | ------------------------------ | ----- |
| 1  | Gäa                                                 | Michael Boden, Lukas Hainer, Hartmut Krech, Mark Nissen                                        | Hardy and Mark                 | 3:55  |
| 2  | Vergiss mein nicht (feat. Santiano)                 | Johannes Braun, Lukas Hainer, Hartmut Krech, Mark Nissen                                       | Hardy and Mark                 | 4:24  |
| 3  | Orome                                               | Lukas Hainer, Hartmut Krech, Mark Nissen                                                       | Hardy and Mark                 | 3:45  |
| 4  | Falke flieg                                         | Hartmut Krech, Mark Nissen, Frank Ramond                                                       | Hardy and Mark                 | 3:32  |
| 5  | Minne (feat. Santiano)                              | Sandro Friedrich, Hartmut Krech, Mark Nissen, Frank Ramond                                     | Hardy and Mark                 | 2:59  |
| 6  | Das Lied der Ahnen                                  | Thorsten Brötzmann, Lukas Hainer, Ivo Moring                                                   | Thorsten Brötzmann, Ivo Moring | 3:40  |
| 7  | Hörst du den Wind (feat. Santiano)                  | Senta-Sofia Delliponti, Lukas Hainer, Hartmut Krech, David Jürgens, Mark Nissen, Ali Zuckowski | Hardy and Mark                 | 3:08  |
| 8  | Nan úye                                             | Lukas Hainer, Hartmut Krech, Mark Nissen                                                       | Hardy and Mark                 | 4:21  |
| 9  | Faolan                                              | Andreas Fahnert, Lukas Hainer, Hartmut Krech, Mark Nissen                                      | Hardy and Mark                 | 4:17  |
| 10 | Hymne der Nacht                                     | Thorsten Brötzmann, Lukas Hainer, Ivo Moring                                                   | Thorsten Brötzmann, Ivo Moring | 3:41  |
| 11 | Avalon                                              | Johannes Braun, Hartmut Krech, Mark Nissen, Frank Ramond                                       | Hardy and Mark                 | 3:24  |
| 12 | Tolo nan                                            | Johannes Braun, Lukas Hainer                                                                   | Hardy and Mark                 | 3:39  |
| 13 | Oonagh                                              | Thorsten Brötzmann, Ivo Moring, Peter Trevisan                                                 | Thorsten Brötzmann, Ivo Moring | 4:01  |
|    | Second Edition                                      |                                                                                                |                                |       |
| 14 | Eldamar                                             | Hartmut Krech                                                                                  |                                | 3:41  |
| 15 | Undomiel                                            | Hartmut Krech                                                                                  |                                | 3:55  |
| 16 | In den Gärten von Valinor                           | Hartmut Krech                                                                                  |                                | 2:59  |
| 17 | Ariën                                               | Hartmut Krech                                                                                  |                                | 3:47  |
| 18 | Varda tiras                                         | Thorsten Brötzmann, Ivo Moring, Heike Kospach                                                  |                                | 3:23  |
| 19 | Es kommt ein Schiff geladen (Túla cirya, penquanta) | Thorsten Brötzmann, Ivo Moring                                                                 |                                | 2:54  |